# مقاطعة مندي
مقاطعة مندي  هي قائمة مقاطعات الهند، تقع في هيماجل برديش، بلغ عدد سكانها 900,987  نسمة وذلك حسب إحصائيات سنة 2001، عاصمتها Mandi, Himachal Pradesh ‏، وMandi, Himachal Pradesh ‏، تبلغ مساحتها 3,951 كيلومتر مربع.

## الموقع
تشترك في الحدود مع:
- كانجرا.

## أعلام
- كانغانا رانوت